# Simpatija (album Plavog orkestra)
Simpatija četvrti je studijski album bosanskohercegovačkog pop rock sastava Plavi orkestar, koji izlazi 1991., a objavljuje ga diskografska kuća Diskoton. Ujedno je i zadnji album s gitaristom Mladenom Pavičićem - Pavom.

## Popis pjesama
| Br. | Skladba                         | Trajanje |
| --- | ------------------------------- | -------- |
| 1.  | »Ljubi se istok i zapad«        |          |
| 2.  | »Sačuvaj zadnji ples za mene«   |          |
| 3.  | »Umrijeću za tebe«              |          |
| 4.  | »Mi smo pijane budale«          |          |
| 5.  | »Rješih da se ženim«            |          |
| 6.  | »Sex je bio njena svetinja«     |          |
| 7.  | »Simpatija«                     |          |
| 8.  | »Beštija«                       |          |
| 9.  | »O mladosti«                    |          |
| 10. | »Ljeto«                         |          |
| 11. | »Samo ponekad na tvoj rođendan« |          |

## Izvođači
- Saša Lošić - vokal
- Mladen Pavičić - gitara
- Admir Ćeramida - bubnjevi
- Samir Ćeramida – bas